# والدتورن
والدتورن (به آلمانی: Waldthurn) یک شهر در آلمان است که در نویشتادت ان در والدناب واقع شده‌است. والدتورن ۲٬۱۳۳ نفر جمعیت دارد.